# Ernst Mylius (Apotheker)
Johann Ludwig Ernst Mylius (* 15. März 1846 in Soldin, Brandenburg; † 17. Januar 1929 in Bonn) war ein deutscher Apotheker.

## Leben
Ernst Mylius war der Sohn des Apothekers Carl Wilhelm Ernst Mylius (1810–1880), Besitzer der Adler-Apotheke in Soldin. Er studierte Pharmazie in Berlin, seine Brüder Carl (1864–1931) und Franz (1884–1931) studierten ebenfalls Pharmazie. Mylius arbeitete nach dem Staatsexamen im Labor von August Wilhelm Hofmann und wurde 1873 in Göttingen mit der Dissertation Schwefelhaltige Kohlensäureäther des lsobutylakohols zum Dr. phil. promoviert. 1874 bis 1876 war er als Betriebschemiker bei der BASF in Ludwigshafen angestellt. 1876 übernahm er die Elefantenapotheke in Freiberg/Sachsen, 1885 die Engel-Apotheke in Leipzig am Markt, die er bis 1909 führte. 
Mylius war auch als Aquarellmaler tätig und fertigte insbesondere Landschaftsbilder an.
Sein Sohn war der Industrieapotheker Georg Mylius (1884–1979).

## Veröffentlichungen
- Schule der Pharmacie. Band 1: Praktischer Teil. 1893
- Wetterkunde für den Wassersport (= Yacht Bibliothek Band 8). Wedekind, Berlin 1914.
- Wolkenbilder. Nach Aquarellen von E. Mylius. Herausgegeben vom Oberkommando der Kriegsmarine. Berlin 1944.